# Lucaina schini
Lucaina schini es una especie de escarabajo de alas de red perteneciente a la familia Lycidae. Es la especie tipo de su género, se encuentra distribuido en América del Norte.

## Descripción
Lucaina schini se diferencia de otras especies Lucaina por la coloración amarilla dorsal completa, algunos ejemplares pueden hasta tener manchas oscuras en el disco pronotal. Élitros y pronoto son amarillentos, por lo general unicolores. El lóbulo es mediano y tan largo como los parámeros, el ápice es delgado y la base ventral de los parámeros suele ser corta.